# 광양시 (2008년 선거구)
광양시는 대한민국의 옛 국회의원 선거구이다. 당시 전라남도 광양시 지역을 관할했다.

## 역사
제18대 국회의원 선거를 앞두고 광양시·구례군 선거구에서 분리되면서 신설되었다.
제19대 국회의원 선거를 앞두고 다시 한 번 구례군과 함께 광양시·구례군 선거구를 이루게 됨에 따라 폐지되었다.

## 역대 국회의원
| 선거   | 정당 | 정당       | 의원   |
| ------ | ---- | ---------- | ------ |
| 2008년 |      | 통합민주당 | 우윤근 |

## 역대 선거 결과

### 대한민국 제18대 국회의원 선거
|  | 59.45% |

|  | 18.44% |

|  | 14.44% |

|  | 5.14% |

|  | 1.64% |

|  | 0.87% |